# 안종익
안종익(1956년 2월 29일 ~ )은 대한민국의 성우이다. 1982년 KBS 17기 공채 성우로 데뷔하였다.

## 주요 출연작품

### 애니메이션
※전체 출연작은 외부 링크 문단을 참조
- 그레이트 다간 (KBS) - 강준구 대령 (다카스기 고이치로)
- 무적로봇 레디우스 (VIDEO) - 란다
- 무지개 요정 큐티하니 (SBS) - 사이언 박사
- 스트리트 파이터 2 (VIDEO) - 장기에프
- 지구용사 선가드 (KBS) - 조르, 썬더 바론
- 홈런왕 강속구 (KBS) - 푸른 행성팀 코치
- 엘리시움 - 크리스토퍼

### 영화
- 사랑의 묘약 (SBS)
- 도검소 (SBS) - 사제
- 라스트 액션 히어로 (SBS)
- 다크 하프 (SBS)
- 러시아워 2 (SBS) - 마피아(정계종)
- 스키아카데미 (SBS)
- 영웅본색 3 (SBS) - 군인(두위화)
- 엘리미네이터 (SBS)
- 사랑의 스타디움 (SBS)
- 씨커 (SBS)
- 늑대와 춤을 (SBS)
- 폴리스 스토리 3 (SBS) - 중국 공안요원(당계례)
- 사라의 미로여행 (SBS)
- 다이하드 (SBS) - 토니(안드레아스 위스니에우스키)
- 다이하드 2 (SBS) - 스튜어트의 부하(피터 넬슨)
- 미션 (SBS) - 병사(알랭 베세라 칼데론)
- 신 유성호접검 (KBS) - 황태자(임지령)
- 프로젝트 A (KBS) - 마여롱의 동료(화성)
- 속 프로젝트A (KBS) - 마여롱의 동료(화성) / 경찰 간부(패트릭 퍼비자)
- 핀지콘티니가의 정원 (KBS)
- 음식남녀 (KBS) - 레이먼드(진첩문)
- 레모 (KBS)
- 하나 그리고 둘 (KBS)
- 미스터 베이스볼 (KBS)
- 파이어 스톰 (KBS) - 경찰(숀 캠벨)
- 취권 2 (SBS) - 존(노혜광)
- 주니어 (KBS)
- 컬러 오브 나이트 (KBS)
- 돈가방을 든 수녀 (SBS)
- 귀여운 여인 (KBS) - 운전 기사(하비 키난) / 술집 주인 / 회사 직원
- 황비홍3 (KBS)
- 캘리포니아 여자 (KBS) - 로스(조엘 머리)
- 내 사랑 컬리수 (KBS)
- 비련의 연인 (KBS)
- 거장의 장례식 (KBS) - 일본인 남자(다카히토 소에다)
- 경찰서를 털어라 (KBS)
- 라이어 라이어 (KBS) - 리처드(에릭 피어포인트)
- 쇼생크 탈출 (KBS) - 쟈니 패럴(글렌 포드) / 동료 죄수(브라이언 리비)
- 유덕화의 도망자 (KBS)
- 차이나 스트라이크 포스 (KBS)
- 처키의 신부 (KBS)
- 라스베이거스 대부 (KBS)
- 트윈스 (KBS) - 직원(피터 드보스키)
- 도시의 블루스 (KBS) - 크란츠
- 신투차세대 (KBS) - 경비
- 가타카 (KBS)
- 스티븐 킹의 토미노커스 (KBS)
- 나의 사랑 나의 기사 (KBS)
- 트위스터 (KBS) - 프리처(스콧 톰슨)
- 인디아나 존스: 최후의 성전 (KBS) - 술탄(알렉세이 세일) / 보안관(마크 마일스)
- 내 마음의 수호천사 (KBS) - 관리인
- 프리퀀시 (SBS)
- 세 가지 색 블루 (SBS)
- 마농의 샘 (KBS)
- 길 (KBS)
- 코난 (KBS)
- 슈퍼맨 (KBS)
- 용형호제(KBS) - 만물교 신자
- 사랑의 경주(KBS) - 방송 기자(래리 라슨)
- 썬더볼트(KBS) - 아화의 동료(단위륜) / 피터(폴 라포우스키)
- 고백(KBS) - 써니(팻 콜리) / 경찰
- 쾌찬차(KBS) - 몬데일의 부하(키스 비탈리)
- 강호영웅(KBS) - 술꾼(마장)
- 굿바이 뉴욕 굿모닝 내 사랑(SBS) - 스티브(필 루이스) / 티알(딘 할로)
- 너티 프로페서(SBS) - 하틀리(제임스 코번)
- 애니 홀(KBS) - 애니의 아버지(도널드 사이밍튼) / 남자(릭 페트루셀리)
- 어느 날 밤에 생긴 일(KBS) - 버스 운전사(워드 본드) / 형사(제임스 버크)
- 노 머시(SBS) - 홀의 동료(찰스 S. 더턴)
- 비둘기가 날 때(KBS) - 경찰(존 몰로이)
- 구두가 발에 맞는다면(SBS) - 운전자(장-크로드 라그나즈)
- 어니스트: 유령 퇴치 작전(KBS) - 지미(마크 델라바르) / 조이의 아빠(마이크 몽고메리)
- 천국의 열쇠(KBS) - 군인(빌 웡)
- 로마 제국의 멸망(KBS) - 클린더(멜 페러)
- 황야의 결투(KBS) - 클레튼의 아들(랜트 위더스)
- 빅 트러블(SBS) - 로판의 부하(황가달)

### 외화
- 디트로이트 락 시티 (KBS)
- 프로파일러 (SBS)

### 특촬물
- 95영웅 울트라맨 (VIDEO)
- 슈퍼에이트 (VIDEO)

## 같이 보기
- 한국방송 성우극회